# 大唐創業起居注
『大唐創業起居注』（だいとう そうぎょう ききょちゅう）は、中国唐代の編年体歴史書である。唐の温大雅撰、全3卷。618年頃の成立。また、単に『創業起居注』ともいう。

## 概要
本書は、唐の高祖李淵父子の、太原での挙兵から建国に至るまでを、日々の動きを追って記述している。すなわち、隋の大業13年（617年）から唐建国の武徳元年（618年）に及ぶ、357日間の史実を記す、という体裁をとっている。当初の書名が『創業起居注』である。これが、標題通りに当時の「起居注」であったとすれば、現存最古の起居注という事になる。また、唐の建国直後に、その当事者であった文官によって取りまとめられた記録ともなり、根本的な一次史料という事にもなる。
また、高祖朝に関してまとめられた『高祖実録』以降の史料は、太宗朝の影響下に成立しているため、一般に唐建国の功績を李世民の活躍に帰せしめる傾向が見られる。対して、本書は、高祖李淵、太子の李建成、次子の李世民の活躍を同列に扱っており、それが実際の起義の状況を記録しているものと考えられている。
その部分的な記述は、時に『旧唐書』・『新唐書』・『資治通鑑』と異同があり、相互に参照する必要がある。また、李淵の即位に対しては、慧化尼と衛元嵩による予言詩が予め流布しており、その後押しをしたとする記述が、下巻の最後に見られる。

## 撰者・温大雅
作者の温大雅（? - 628年頃）は、字は彦弘、并州祁県の出身。隋代は東宮学士、長安県尉であった。李淵の大将軍府記室参軍となり、専ら文辞を掌っていた。唐朝の成立後は、黄門侍郎・工部侍郎・礼部尚書となった。その記述内容は、全て自身が見聞したものとされており、故に本書の史料価値を非常に高くしている。

## 各巻の内容
上巻
起義から出発まで、48日間。
中巻
太原起義から長安入城まで、126日間。
下卷
摂政から即位まで、183日間。

## 諸版本
- 各種叢書所収本 - 『秘冊彙函』・『津逮秘書』・『学津討原』・『藕香零拾』・『叢書集成初編』
- 現代の通行版本 - 李季平、李錫厚点校本、1983年、上海古籍出版社。仇鹿鳴箋証本、2022年、中華書局。